# 長谷敏司
長谷 敏司（はせ さとし、1974年〈昭和49年〉3月18日 - ）は、日本の小説家。大阪府出身。関西大学卒業。日本SF作家クラブ所属。人工知能学会倫理委員会所属。

## 略歴
大学卒業後は一般企業に勤めたが、衝動的に退職。その後は専門学校に通う生活をしていたが、25歳を前にして病気を患い、危機感を抱いて作家への道を志す。
2001年、『戦略拠点32098 楽園』で第6回スニーカー大賞金賞を受賞して小説家デビューする。アミューズメントメディア総合学院ノベルス学科の講師も務め、教え子に餅月望がいる。
2015年、『My Humanity』で第35回日本SF大賞を受賞。
2024年に再び、『プロトコル・オブ・ヒューマニティ』で第44回日本SF大賞を受賞した。

## 人物・作風
ハードSF的な作風を持つ。2011年に完結したライトノベルの代表作『円環少女』は緻密な設定とストーリー展開で好評を博し、「このライトノベルがすごい! 2012」の作品部門において4位を獲得している。『あなたのための物語』以降は人工知能を中心的な題材として執筆している。
『戦略拠点32098 楽園』『天になき星々の群れ フリーダの世界』『トイ・ソルジャー』は、世界観を共有している。
2014年から『BEATLESS』とその関連作品の世界観と設定を開放する『アナログハック・オープンリソース』を運営中。
2016年度から2018年度まで日本SF大賞選考委員。

## 受賞・候補歴
- 2001年 - 『戦略拠点32098 楽園』（『アルカディア』より改題）で第6回スニーカー大賞金賞受賞
- 2009年 - 『あなたのための物語』で第30回日本SF大賞最終候補作
- 2010年 - 『あなたのための物語』で第41回星雲賞（日本長編部門）参考候補作
- 2011年 - 『allo, toi, toi』で第42回星雲賞（日本短編部門）参考候補作
- 2013年 - 『BEATLESS』で第34回日本SF大賞最終候補作、第44回星雲賞（日本長編部門）参考候補作
- 2015年 - 『My Humanity』で第35回日本SF大賞受賞（藤井太洋『オービタル・クラウド』と同時受賞）
- 2023年 - 『プロトコル・オブ・ヒューマニティ』で第54回星雲賞（日本長編部門）受賞[4]
- 2024年 - 『プロトコル・オブ・ヒューマニティ』で第44回日本SF大賞受賞[5][6]。

## 作品リスト

### 小説

#### ストライクフォール
- ストライクフォール（2016年6月 ガガガ文庫）
- ストライクフォール 2（2017年3月 ガガガ文庫）
- ストライクフォール 3（2017年11月 ガガガ文庫）
- ストライクフォール 4（2021年7月 ガガガ文庫）

#### ノンシリーズ
- 戦略拠点32098 楽園（2001年12月 角川スニーカー文庫）
- 天になき星々の群れ フリーダの世界（2002年12月 角川スニーカー文庫）
- あなたのための物語（2009年8月 ハヤカワSFシリーズ Jコレクション / 2011年6月 ハヤカワ文庫JA）
- BEATLESS（2012年10月 角川書店 / 2018年2月 角川文庫 上下巻）
- My Humanity（2014年2月 ハヤカワ文庫JA）
  - 地には豊穣 （『S-Fマガジン』2003年7月号）
  - allo, toi, toi （『S-Fマガジン』2010年4月号）
  - Hollow Vision （『S-Fマガジン』2013年4月号）
  - 父たちの時間
- プロトコル・オブ・ヒューマニティ（2022年10月 早川書房 / 2025年7月 ハヤカワ文庫JA）

#### ノベライズ
- メタルギアソリッド スネークイーター（2014年1月 角川文庫）

#### アンソロジー収録作品
- 楽園行き（『ウルトラQ dark fantasy』2004年9月 角川ホラー文庫）
- 地には豊穣（『ゼロ年代SF傑作選』2010年2月 ハヤカワ文庫JA）
- トイ・ソルジャー（『S BLUE ザ・スニーカー100号記念アンソロジー』2010年7月 角川スニーカー文庫）
- 東山屋敷の人々（『NOVA3 書き下ろし日本SFコレクション』2010年12月 河出文庫）
- allo,toi,toi（『結晶銀河 年刊日本SF傑作選』2011年7月 創元SF文庫）
- バベル（『NOVA+ 書き下ろし日本SFコレクション バベル』2014年10月 河出文庫）
- 10万人のテリー（『折り紙衛星の伝説 年刊日本SF傑作選』2015年6月 創元SF文庫）
- 怠惰の大罪（『伊藤計劃トリビュート』2015年8月 ハヤカワ文庫JA）
- 震える犬（『ヴィジョンズ』2016年10月 講談社）
- 仕事がいつまで経っても終わらない件（『AIと人類は共存できるか？ 人工知能SFアンソロジー』2016年11月 早川書房）
- 1カップの世界（『おうむの夢と操り人形 年刊日本SF傑作選』2019年8月 創元SF文庫）
- 愛しのダイアナ（『ポストコロナのSF』2021年4月 ハヤカワ文庫JA）
- 準備がいつまで経っても終わらない件（『AIとSF』2023年5月 ハヤカワ文庫JA）

#### 単行本未収録作品
- ファッション・モンスター（『天動のシンギュラリティ』第2巻 2015年2月 ファミ通クリアコミックス）
- キル・アワー・ロマンス（『天動のシンギュラリティ』第3巻 - 第4巻 2016年2月 ファミ通クリアコミックス）
- 生きずして書く（『人工知能』2016年7月号）
- プロトコル・オブ・ヒューマニティ（「プロトコル・オブ・ヒューマニティ」公演会場にて限定頒布 2016年10月）
- 円環少女 運命のレール（『ザ・スニーカー LEGEND』2018年10月 KADOKAWA）
- 月がきれい（『小説現代』2023年6月号）

### 漫画原作
- BEATLESS dystopia（2012年 - 2013年 角川コミックス・エース 全2巻）- 作画：鶯神楽
- びーとれすっ（2012年 角川コミックス・エースEX 全1巻）- 作画：kila
- 天動のシンギュラリティ（2014年 - 2018年 ファミ通クリアコミックス 全7巻）- 世界観監修として参加。作画：大崎ミツル、ストーリー協力：砂阿久雁。

### エッセイ作品・その他
- 解説（仁木英之『胡蝶の失くし物 僕僕先生』2011年6月 新潮文庫）
- 皆さんに受け渡す未来のバトンについて（日本SF作家クラブ 編『未来力養成教室』2013年7月 岩波ジュニア新書）
- 生物相の片隅で焦土戦に参加する、あなたへ（『S-Fマガジン』2020年6月号）